# Ставровская, Любовь Николаевна
Любовь Николаевна Ставровская (урождённая Мартьянова, по первому мужу Мясникова, во втором замужестве Савранская; 1881—1960) — советская артистка оперы (меццо-сопрано). Жена Л. Ф. Савранского.
Репертуар певицы насчитывал 40 партий.

## Биография
Родилась 16 марта 1881 года (в некоторых источниках — в 1883 или 1885 годах) в деревне Ильково Московской губернии.
Пению обучалась в Московском музыкально-драматическом училище (класс А. И. Книппер), позднее ещё четыре года — у М. Дейши-Сионицкой.
В 1916—1919 годах выступала в московской Опере С. Зимина, в 1919—1920 годах — в московском театре Малой оперы (бывшая Опера С. Зимина), в 1920—1946 — солистка Большого театра.
Её партнёрами были: В. В. Барсова, А. В. Богданович, Г. В. Жуковская, В. Н. Лубенцов, В. М. Политковский, М. О. Рейзен, А. Н. Садомов, Н. С. Ханаев, С. М. Хромченко, Ф. И. Шаляпин, Н. Д. Шпиллер, С. П. Юдин.
Умерла 19 декабря 1960 года в Москве, похоронена на Введенском кладбище (участок № 9).

## Звания и награды
- Заслуженная артистка РСФСР (1937).

## Память
- Архивные материалы о Ставровской находятся в ГЦТМ.[3]